# Ferrovia Milano-Bergamo
La ferrovia Milano-Bergamo è una linea ferroviaria gestita da RFI che utilizza tratte ferroviarie descritte in due diverse voci di Wikipedia:
- la tratta da Milano a Treviglio è descritta nella voce Ferrovia Milano-Venezia;
- la tratta da Treviglio a Bergamo è descritta nella voce Ferrovia Treviglio-Bergamo.